# セカンドアルバム（仮）
『セカンドアルバム（仮）』（セカンドアルバムかっこかり）は、日本の女性アイドルグループ『アップアップガールズ（仮）』の2枚目のアルバム。2014年2月19日にタワーレコードのアイドル専門インディーズレーベル『T-Palette Records』より発売された。オリジナルアルバムであるが、ベスト・アルバム的要素もある。
当アルバムは、フィジカルではCD2枚組の初回限定盤とCD1枚の通常盤の2種がリリースされている。初回限定盤・通常盤いずれにも収録されている曲数は15曲で、T-Palette Recordsからリリースされた8枚のシングル曲が収録されている。初回限定盤にはさらに、これまでCD音源化されていなかった楽曲4曲と、リミックス6曲が収録されており、合計収録曲数は25曲となっている。
当アルバムの曲順について、グループのメンバーはアップアップガールズ（仮）のライブ公演に似たものだとしている。楽曲の曲調について評論家は「EDM」というキーワードを挙げ「攻撃的」「激しい」としているが、ミディアムテンポ（バラード）の楽曲も収録されている。ジャケット写真は、初回限定盤がメンバーの古川小夏のソロカットで、通常盤が新井愛瞳のソロカットであり、他の5名のメンバーはジャケット写真に登場していない。

## 背景
アップアップガールズ（仮）は、2011年に結成され、約1年間オリジナル曲を持たずに活動してきたが、2012年3月、4月 にオリジナル曲「Going My ↑」 を発売。さらに、同年6月には「アッパーカット!」を発表。同楽曲以降、アップアップガールズ（仮）は「“前へ、前へ”という」攻撃的な（ガツガツとした）グループへと変化を遂げ、リリースされる楽曲のテンポが速くなっていった。メンバーの古川小夏は、アップアップガールズ（仮）の楽曲のコンセプトは「ガツガツ」であり「盛り上げる系の曲が多い」と語っている。また、アップアップガールズ（仮）のライブも「熱く激しいステージ」と評されるものとなっている。一方で、2013年4月に横浜BLITZで行われた単独ライブ以降、アップアップガールズ（仮）は「第二章」として、攻めるだけではなく表現力を身に付けることを目標とするようになった。
また、アップアップガールズ（仮）は2012年9月に「チェリーとミルク」「カッコつけていいでしょ!」をライブで初披露。以降両曲は「ライブの定番曲」となり、音源化が希望されるようになった。2013年1月には初のアルバム『ファーストアルバム（仮）』をアップフロントワークスからリリース。一方、移籍先のレコードレーベルであるT-Palette Recordsからは、2012年12月に「チョッパー☆チョッパー/サバイバルガールズ」をリリース して以降、2013年9月の時点でCDシングルを7枚リリースしていた。メンバーの仙石みなみはそれらのシングルが収録されたアルバムをリリースしたいという考えを表明していた。

## リリース
2014年1月1日、アップアップガールズ（仮）は赤坂BLITZでライブ「アップアップガールズ（仮）アプガ第二章（仮）2014年元日決戦 〜赤坂BLITZ〜」を開催した。同ライブのアンコールでは、タワーレコード代表取締役社長の嶺脇育夫が「2月19日、ニューアルバム、発売決定です」と述べ、アップアップガールズ（仮）にとって1年ぶりのアルバムが発売されることをサプライズで発表した。
同日、タワーレコードは、アップアップガールズ（仮）のアルバム『セカンドアルバム（仮）』がT-Palette Recordsから2月19日に発売されることを発表した。同アルバムはアップアップガールズ（仮）にとって2枚目のアルバムとなり、T-Palette Recordsからアルバムをリリースするのは初となる。また、CD2枚組の初回限定盤とCD1枚の通常盤の2種類リリースされることも発表された。
初回限定盤・通常盤いずれにも収録されている曲数は15曲で、2012年から2013年にかけてT-Palette Recordsからリリースした「チョッパー☆チョッパー/サバイバルガールズ」から「Starry Night/青春ビルドアップ」までの 8枚のシングル曲 がほぼ収録 されている。さらに、初回限定盤のDisc 2には初めてCD音源化された楽曲が4曲収録されている。4曲は、CD音源化が希望されていた「チェリーとミルク」「カッコつけていいでしょ!」、2013年 - 2014年の年末年始のアップアップガールズ（仮）のライブで披露された「サンタクロース」「アプオメっ!!〜アプガのお正月だょ全員集合!〜」である。また、同DiscにはDJ・リミキサーによるリミックス が6曲収録されている。前作『ファーストアルバム（仮）』にもリミックス曲は収録されているが、当アルバムではさらに多くのリミックス曲が収録された。初回限定盤のDisc 2の収録曲数は10曲であり、初回限定盤の合計収録曲数は25曲となっている。
2月12日、T-Palette Recordsは当アルバムの店舗限定購入特典について発表した。特典は以下の表の通り。
| 会社名         | 店名                         | 特典                                                              |
| -------------- | ---------------------------- | ----------------------------------------------------------------- |
| タワーレコード | 一部店舗                     | 七大都市（仮）化作戦 エリア限定ソロ差し替えジャケット             |
| タワーレコード | 新宿店                       | 「サマービーム!アプガの夏Mix 〜セカンドアルバム（仮）edit〜」CD-R |
| タワーレコード | 全国の店舗＆タワーオンライン | 「年末アプガのリバースMix」CD-R                                   |
| HMV            | 全国HMVショップ              | アップアップガールズ（仮）HMV限定生写真                           |
| TSUTAYA        | SHIBUYA TSUTAYA 他一部店舗   | アップアップガールズ（仮）TSUTAYA限定生写真                       |

2月16日からは「セカンドアルバム（仮）スペシャルRemixパック」と題して、配信限定でリミックス曲が6曲セットで販売された。同パックは、iTunes Storeのダンスチャートで2位となり、当初3日間限定配信とされていた が、2月25日まで配信期間が延長された。
2月17日、タワーレコード秋葉原店で行われたアップアップガールズ（仮）のイベントで当アルバムの販売が行われた。2月18日にはフラゲ日を迎え、2月19日には発売日を迎えた 一方で、当アルバムの配信もiTunes Store・レコチョク・moraにて開始された。同配信には初回限定盤に収録されている楽曲に加え、アップアップガールズ（仮）にとってT-Palette Recordsからリリースした3枚目のシングル曲「Dateline」も含まれており、合計収録曲数は26曲となっている。

## 音楽性、歌詞、構成、シングル
当アルバムには、2012年12月5日にT-Palette Records第1弾としてリリースされたシングル「チョッパー☆チョッパー/サバイバルガールズ」 から、2013年10月30日に同第8弾としてリリースされた「Starry Night/青春ビルドアップ」 までの8枚のシングル曲が収録されており、「オリジナルアルバム」とされているが「ベスト盤」という表現も使われている。
メンバーの仙石みなみは当アルバムについて「2013年の戦った証」と述べている。佐藤綾乃は2枚目のアルバムである当アルバムを、1枚目のアルバム『ファーストアルバム（仮）』と比較して「強気な曲も増えてきて、いろんな空気が出せるようになってきたのかな」としている。佐保明梨は、アップテンポな曲以外に「かわいらしい曲」「しっとりした曲」「ロマンチックな曲」も収録されていると述べている。曲順についてはアップアップガールズ（仮）のライブと似た構成となっており、アップアップガールズ（仮）のライブを持ち運びできるというコンセプトになっているという。ライターの南波一海も雑誌『CDジャーナル』において、曲順について「夏のライブ・ハウス・ツアーを思い出しますね」と触れている。また、michitomoによれば「前回アルバムに続き今回も既存シングル曲のバランスをアルバム仕様にした」という。

### Disc 1の楽曲
初回限定盤のDisc 1の楽曲は全てシングル曲である。
- 初回限定盤のDisc 1/通常盤のトラック1「銀河上々物語」は、アプガ第二章の幕開けという位置づけの楽曲であり[47]、2013年夏に開催されたツアー『アップアップガールズ（仮）1stライブハウスツアー アプガ第二章（仮）開戦前夜』の1曲目として歌われた楽曲[48]。ツアー『アップアップガールズ（仮）1stライブハウスツアー アプガ第二章（仮）開戦』では[49] 同楽曲を披露する際、ファンから集めた寄せ書きをステージに掲げた[48][49]。メンバーの佐藤綾乃は、同楽曲を聞くとツアーを思い出して感傷的な気分になるという[50]。
- トラック2「SAMURAI GIRLS」は、2013年夏のロックフェスティバル出演用の楽曲で[51]、メンバーの仙石みなみはロックファンに「アイドルなのにスゴくカッコいいね」と言われたという[52]。曲調はEDM[53]。
- トラック3「チョッパー☆チョッパー」は、2013年1月にハロー!プロジェクトのコンサートにゲスト出演した際に披露した楽曲で、対バンで披露する機会の多い勝負曲である[54]。曲調は「BPM早めのアッパーかつポップ」なものとなっている[55]。
- トラック4「サバイバルガールズ」について、仙石はアップアップガールズ（仮）の「攻めてる」姿勢を1番よく表現している楽曲だと語っている[56]。曲調はEDM[55]。
- トラック5「リスペクトーキョー」の歌詞の主人公はアイドルを目指す田舎の女の子である[57]。昼間電車が1時間に1本走っている程度の場所で生活しているメンバーの新井愛瞳は、歌詞に共感できる楽曲だとしており、関根梓も新井の話に同意している[58]。曲調はEDM[59]。
- トラック6「Burn the fire!!」は、「地響きが起きたような重圧感があ」り[60]、歌詞は、命令形を用いた強気な表現となっている[61]。
- トラック7「ストレラ!〜Straight Up!〜」の歌詞は、前向きでアップアップガールズ（仮）らしいものとなっており、メンバーの森咲樹は同楽曲の歌詞に勇気づけられたという[48]。曲調は「爽やかさとエモさ」が融合したものとなっている[62]。
- トラック8「SAKURADRIVE」は、アルバムリリース以降の季節（春[26]）の楽曲[60]。曲調はR&B[63]。
- トラック9「Starry Night」の歌詞は、アップアップガールズ（仮）のことを歌ったものではない[48][注釈 3]。新井は、その影響でレコーディングの際に感情移入に苦労したと語っている[48]。曲調はミディアムテンポな[48][51]バラード[64] で、表現力の向上を目指しているアップアップガールズ（仮）にとって「いい課題曲」であると佐藤は語っている[51]。
- トラック10「ワイドルセブン」のタイトルは「ワイルドなアイドル7人」という意味で[65]、強気な歌い方がされている曲[50]。曲調はロックな[66]ゲームミュージックである[67]。
- トラック11「青春ビルドアップ」のテーマは文化祭で、曲調はテクノポップである[68]。
- トラック12「アップアップタイフーン」は、アップアップガールズ（仮）として初めてミュージック・ビデオが制作された楽曲で[48][69]、2013年の夏にライブ・フェス等でよく披露された楽曲である[52]。また、サビにはメンバーとファンが一緒にタオルを回す振り付けがあり[70]、メンバーの古川小夏は同ビデオ撮影時の光景や、ライブ・フェス等でタオルが回っている光景を思い出すという[69]。曲調は演歌[71]・ソーラン節[71]・ソカ[72] など、さまざまな要素が入っているものとなっている[71]。
- トラック13「Next Stage」は、同シングルリリース時点（2013年4月[73]）でのアップアップガールズ（仮）の過去と未来を歌っている歌詞で[48]、曲調は「疾走するビート」・レゲエなど[74]「いっぱい変わる」ものとなっている[48]。
- トラック14「あの坂の上まで、」は、これまでのアップアップガールズ（仮）の活動を振り返って肯定的に評価するという、同シングルリリース時点（2013年4月[73]）でのアップアップガールズ（仮）には無かったタイプの楽曲となっている[56]。曲調はバラード、ダンスビート[75]。
- トラック15「サマービーム!」は、2013年の夏にイベントでよく披露され、ファンとメンバーでノリを作った曲であり、メンバーの佐藤綾乃は同楽曲を歌うたびにアップアップガールズ（仮）の2013年の夏の光景を思い出すという[27]。曲調はサンバ[76] もしくはラテンハウス[26]。

### Disc 2、その他の楽曲
初回限定盤のDisc 2のトラック1「チェリーとミルク」は、初CD音源化曲。アップアップガールズ（仮）の曲は攻め曲が多いが、同楽曲はかわいらしいタイプの楽曲である。メンバーの佐保明梨によれば「恋に悩む高校生の歌」だという。トラック2「カッコつけていいでしょ!」も初CD音源化曲で、曲調はロックである。テーマは「私たち可愛いだけじゃない!」。
トラック3「サンタクロース」は、片想いしている女性の切ない恋心を描いた恋愛ソング。片想いしている女性の感情を歌った楽曲はこれまでにも「バレバレI LOVE YOU」があったが、「サンタクロース」はアップアップガールズ（仮）の楽曲にはこれまでに無かったほど女性の多様な感情を表した楽曲となっている。タイトルの「サンタクロース」は、「会いたくても会えない人」「来てほしいけど来てくれない（人）」の例えであり、歌詞には「サンタクロース」というフレーズは含まれていない。曲調は「切なさ1500%」と表現されており、作曲・編曲を担当したmichitomo はアルペンのCMを意識したという。dwango.jpは曲調について「ハロプロの匂いもする４つ打ちのバラード」とし、原田和典は「アプガのガーリーな部分が極まったラブソング」と評価している。
同楽曲の竹中夏海による 振り付けは、演技が入っているもので、設定が存在する。佐保と佐保が片想いしている人は曖昧な関係にあるという設定で、佐保は「あの人（佐保が片想いしている人）は（佐保のことを）好きなの、嫌いなの、どっちなの?」「意味わかんないあの人」という怒りを表現している。メンバーの関根梓も佐保が片想いしている人に好意を持っているという設定が存在し、関根は「『あなたが好きだよ』っていう思いを隠しながら」 佐保が片想いしている人にやさしくしている。
トラック4「アプオメっ!!〜アプガのお正月だょ全員集合!〜」は、メンバーの仙石みなみによる新年のあいさつに始まり、正月らしい雰囲気があるところから一転、テンポが上がりアップアップガールズ（仮）らしい曲調へと変化する。振り付けは竹中夏海とメンバーが共に制作したもので、メンバーの森咲樹が目立つシーンが複数存在する。
トラック5「チョッパー☆チョッパー（PandaBoY Remix）」は、「チョッパー☆チョッパー」「アッパーカット!」「マーブルヒーロー」がミックスされたもので、ライブでよく披露する攻め曲をミックスしたものとなっている。トラック6「リスペクトーキョー（TANUKI Remix）」は、原曲より曲調がワイルドになり、よりシュールな振り付けとなった。原田和典は雑誌『ミュージック・マガジン』において同楽曲を取り上げ「斬新な和声付け」がなされた同楽曲が「圧巻」であるとした。トラック8「ワイドルセブン（y0c1e Remix）」の曲調は、デジタルロックで、原曲と比較すると、ゲームミュージックの要素が無くなり、よりワイルドになっている。振り付けも新しくなっており、腕相撲 や冒険など、実写化されたゲームのようなものとなっている。
タワーレコード新宿店限定特典のCD-Rに収録されている「サマービーム!アプガの夏Mix」 は、アップアップガールズ（仮）が2013年の夏に開催したライブツアー『アップアップガールズ（仮）1stライブハウスツアー アプガ第二章（仮）開戦』のアンコールで披露した PandaBoYによるMix（メドレー）。2013年夏の時点では16分12秒の長さで、「サマービーム!」に始まり、何曲かを経て「サマービーム!」に戻るという流れとなっていた。同Mixは2013年12月18日に発売されたDVD『アップアップガールズ（仮） 1st ライブハウスツアー アプガ第二章（仮）開戦』に映像が収録されていた が、音源化されるのは今回が初めてとなる。
タワーレコードの全国の店舗＆タワーオンライン限定特典のCD-Rに収録されている「年末アプガのリバースMix」 は、アップアップガールズ（仮）が2013年12月28日にCLUB CITTA'で開催したライブ「アップアップガールズ（仮）アプガ第二章（仮）大晦日イブイブイブ決戦 〜CLUB CITTA'〜」 のアンコール で披露したPandaBoYによるMix。同ライブのセットリストを逆順で披露して（巻き戻して）いくメドレーであり、その長さは最後の「サイリウム」を含め20分を越える。同Mixが音源化されるのは今回が初めてとなる。
当アルバムの配信のトラック26「Dateline」 の歌詞は、未来への不安・決意を歌ったもの。曲調はバラード。

## アートワーク
当アルバムのジャケットは、2014年1月15日までに完成し、1月18日にタワーレコードによって発表された。初回限定盤・通常盤いずれもライブ中の写真に、アルバムタイトル「セカンドアルバム（仮）」とキャッチコピー「アップアップガールズ（仮）は一体何と戦っているんだっ!!」が記載されたものとなっている。同キャッチコピーでの問いかけに対し、メンバーの古川小夏は「その時その時目に入ったものすべてと私たちは戦っています」と答え、佐藤綾乃は自分自身と戦っていると答えている。
初回限定盤のジャケットには、メンバーの古川がソロで起用されており、通常盤のジャケットにはメンバーの新井愛瞳がソロで起用されている。通常盤の新井のジャケット写真は、アップアップガールズ（仮）が2013年12月28日にCLUB CITTA'で開催したライブ「アップアップガールズ（仮）アプガ第二章（仮）大晦日イブイブイブ決戦 〜CLUB CITTA'〜」 のマーブルヒーローのパフォーマンス中のものだという。ジャケット写真に掲載されているのは、古川・新井2名のみであり、古川・新井以外のメンバー5名はジャケット写真に掲載されていない。BARKSはこれを「異例の事態」と表現している。
この事態に対し、ファンが写真を替えて作成した多種多様な「自作パロディジャケット」「勝手Ver.」がTwitter上で拡散される動きが現れた。この動きにはアップアップガールズ（仮）のメンバーからも反応があり、仙石みなみ・森咲樹 など、自らパロディジャケットを作成するメンバーも現れた。
2月12日には、七大都市（仮）化作戦 エリア限定ソロ差し替えジャケット（オフィシャル差し替えジャケ写）がタワーレコードの店舗限定で特典として添付されることが発表された。
| 地区   | 差し替えジャケ写 に掲載されている メンバー | 店名                                                       |
| ------ | ------------------------------------------ | ---------------------------------------------------------- |
| 北海道 | 古川小夏                                   | 札幌ピヴォ店                                               |
| 仙台   | 仙石みなみ                                 | 仙台パルコ店                                               |
| 東京   | 佐保明梨                                   | 秋葉原店、池袋店                                           |
| 名古屋 | 関根梓                                     | 名古屋パルコ店、名古屋近鉄パッセ店                         |
| 関西   | 佐藤綾乃                                   | 梅田NU茶屋町店、難波店、梅田大阪マルビル店、神戸店、京都店 |
| 広島   | 森咲樹                                     | 広島店                                                     |
| 福岡   | 新井愛瞳                                   | 福岡店                                                     |

ブックレットには、ライブ「アップアップガールズ（仮）アプガ第二章（仮）大晦日イブイブイブ決戦 〜CLUB CITTA'〜」が行われている最中に撮影されたメンバー7名全員の写真が収録されている。新井は「ガチなライヴをやってる7人の顔」が収録されていると述べている。

## 批評
| 専門評論家によるレビュー                | 専門評論家によるレビュー |
| レビュー・スコア                        | レビュー・スコア         |
| 出典                                    | 評価                     |
| --------------------------------------- | ------------------------ |
| 『ローリング・ストーン』 （南波一海）   | [ 120 ]                  |
| 『ミュージック・マガジン』 （土佐有明） | 肯定的                   |
| 『ミュージック・マガジン』 （原田和典） | [ 46 ]                   |
| 『CDジャーナル』 （土屋恵介）           | 肯定的                   |

当アルバムの楽曲の曲調について各評論家は「EDM」というキーワードを用いている。南波一海は雑誌『ローリング・ストーン』において「曲調も激しいEDMがてんこ盛り」とし、土佐有明は雑誌『ミュージック・マガジン』において「EDMやダブステップを導入した攻撃的でアグレッシヴなサウンドが特徴」としており、土屋恵介は雑誌『MARQUEE』において「激しいEDMからポップチューンなど、メロディの際立つナンバーが並んでいる。」としている。また、原田和典は雑誌『ミュージック・マガジン』において、EDMというキーワードは用いず「テンションの高さ、味の濃さ」と表現し「この「過剰さ」こそがアプガの真髄なのだと言いたい」と評価し、土屋は雑誌『CDジャーナル』において「チョッパー☆チョッパー」「SAMURAI GIRLS」「アップアップタイフーン」の3曲について評価した上で、「（同3曲）など、熱い楽曲はまさにアプガ」と評価した。土佐は、「あのフィジカルなライヴだからこそのこの曲調だろう」としている。
一方で、土屋は雑誌『CDジャーナル』において「SAKURADRIVE」「Starry Night」「あの坂の上まで、」の3曲について評価した上で、「（同3曲）など、ポップでメロディアスな楽曲も彼女たちの魅力である」と評価し、土佐はアルバムの構成について「ミドル・テンポの曲を効果的に挟み、初作に較べ緩急」が存在すると述べている。
歌詞について、土屋は雑誌『CDジャーナル』において「パーソナルな気持ちの伝わる」と評価し、南波は雑誌『ローリング・ストーン』において「なぜかやたらと戦闘モードな歌詞が多く」と評価している。
ジャケットについて、岡田康宏はサッカーキングにおいて「斬新なジャケットが話題になりました」と評価した。また、南波は、雑誌『CDジャーナル』において「相当なインパクトがありましたよね。だからファンの方がパロディしまくって拡散していったんだと思う」と評価した。ナタリーは、七大都市（仮）化作戦 エリア限定ソロ差し替えジャケットで用いられている写真について「それぞれのメンバーの特徴を前面に出した写真」と評価した。

## パフォーマンス、プロモーション
アルバムの発売と前後して、いくつかの雑誌への露出が行われた。2014年2月7日に発売された『GiRLPOP 2014 SPRING』では、2nd表紙（裏表紙）＆巻末特集に起用され、当アルバムに関するインタビューが掲載された。その一方で、2月16日には、恵比寿LIQUIDROOMで行われた『@JAM the Field vol.5』 に出演し、当アルバム収録曲である「チョッパー☆チョッパー（PandaBoY Remix）」を初披露した。また、2月18日には「アプガLIVE×映像作家コラボ決戦（仮）」と題して、5名の映像作家による6本の映像作品が公開された。
発売記念イベントも行われた。2月17日は「佐保明梨エリアマネージャー（仮）主催『セカンドアルバム（仮）』超フラゲイベント“エリアマネージャーとして責任持って秋葉原店の為に超フラゲで商品持って来ちゃいました!”」と題してタワーレコード秋葉原店にて行われた。イベントの趣旨は「破壊王」を自称する佐保明梨 が、フラゲ日という概念を破壊するために、発売日の前々日である2月17日にCDを販売するというものである。同イベントは、ミニライブ・商品お渡し会が行われたのちに、CDが完売して不要になった段ボールを佐保が破壊して終了した。2月18日は、マルイシティ渋谷1F店頭プラザにて行われ、「リスペクトーキョー（TANUKI Remix）」を初披露した。2月20日は、池袋サンシャインシティ噴水広場にて行われ、「ワイドルセブン（y0c1e Remix）」を初披露した。また、公開記者会見では、当アルバムの内容を紹介した。2月22日は、マルイシティ渋谷1F店頭プラザにて行われ、「ストレラ!〜Straight Up!〜（fu_mou Remix）」を初披露した。

### 曲単位でのパフォーマンス、プロモーション等
初回限定盤のDisc 2のトラック1「チェリーとミルク」は、2012年9月2日に代官山UNITで行われたライブ『アップアップガールズ（仮） 1st LIVE 代官山決戦（仮）』で初披露された。以降単独ライブでのみ披露され、対バンなどのイベントでは披露されてこなかった。同トラック2「カッコつけていいでしょ!」は、2012年9月2日に代官山UNITで行われたライブ『アップアップガールズ（仮） 1st LIVE 代官山決戦（仮）』で初披露された。その後、10月28日には（仮）CDがリリースされた。
同トラック3「サンタクロース」は、2013年12月19日にiTunes Storeとレコチョクで配信が開始された。22日に（仮）CDがリリースされ、同日に横浜赤レンガ倉庫1号館3Fホールで行われたライブ「アップアップガールズ（仮）アプガ第二章（仮）クリスマスイブイブイブ決戦 〜横浜赤レンガ〜」で初披露された。原田和典はこのパフォーマンスについて「脳内には満天の星空とまんまるの月、汚れひとつない雪景色がフルスクリーンで現われる」と評価した。同楽曲は同ライブ限定という設定になっていたが、12月25日にマルイシティ渋谷で行われた「虹色モザイク/ENJOY!! ENJO(Y)!!」のリリースイベントでも披露された。メンバーの佐藤綾乃は同楽曲をライブで披露した際、女性ファンが泣いているのを見て「切ない曲で泣かせたっていうのは成長したな」と思ったという。
同トラック4「アプオメっ!!〜アプガのお正月だょ全員集合!〜」は、2014年1月1日にiTunes Storeで配信が開始され、（仮）CDがリリースされた。また、同日に赤坂BLITZで行われたライブ「アップアップガールズ（仮）アプガ第二章（仮）2014年元日決戦 〜赤坂BLITZ〜」で初披露された。

### ツアー
タワーレコード代表取締役社長の嶺脇育夫は、2014年1月1日に行われたライブ「アップアップガールズ（仮）アプガ第二章（仮）2014年元日決戦 〜赤坂BLITZ〜」において、すでに開催が発表されていたライブツアー、アップアップガールズ（仮）1st 全国ツアー アプガ第二章（仮） 進軍〜中野に向かって〜 が『セカンドアルバム（仮）』を引っ提げてのツアーとなる旨説明した。
その後2月2日には、AKIBAカルチャーズ劇場にて行われた「アップアップガールズ（仮） 定期公演 EXTRA〜アップアップガールズ（仮）は一体何と戦っているんだっ!!〜」 において、アップアップガールズ（仮）の単独公演を中野サンプラザで開催することが、嶺脇によりサプライズで発表された。同公演はツアーの千秋楽として行われる。アップアップガールズ（仮）は2013年に横浜BLITZで単独公演を開催するという目標を達成し、2014年はハロー!プロジェクトの聖地と言われている中野サンプラザで単独公演を開催することを目標としていた。

## 収録曲
CDアルバムの初回限定盤 Disc 1・通常盤・配信（1 - 15曲目）
- 合計時間： 73分11秒[32]
- Tパレ…T-Palette Recordsでのシングルリリース枚数。たとえば「5枚目」なら、アップアップガールズ（仮）にとってT-Palette Recordsからリリースした5枚目のシングルであることを意味する。

| #  | 曲名                      | シングル リリース日 | Tパレ | 作詞           | 作曲         | 編曲                      | 時間 | 曲調                            |
| -- | ------------------------- | ------------------- | ----- | -------------- | ------------ | ------------------------- | ---- | ------------------------------- |
| 01 | 銀河上々物語              | 2013年06月05日      | 5枚目 | NOBE           | michitomo    | michitomo                 | 5:52 |                                 |
| 02 | SAMURAI GIRLS             | 2013年09月04日      | 7枚目 | michitomo      | michitomo    | michitomo                 | 4:23 | EDM                             |
| 03 | チョッパー☆チョッパー     | 2012年12月05日      | 1枚目 | PandaBoY       | PandaBoY     | PandaBoY                  | 4:27 | 「BPM早めのアッパーかつポップ」 |
| 04 | サバイバルガールズ        | 2012年12月05日      | 1枚目 | michitomo      | michitomo    | michitomo                 | 3:58 | EDM                             |
| 05 | リスペクトーキョー        | 2013年02月20日      | 2枚目 | NOBE           | michitomo    | michitomo                 | 4:17 | EDM                             |
| 06 | Burn the fire!!           | 2013年06月05日      | 5枚目 | NOBE           | michitomo    | michitomo                 | 5:13 |                                 |
| 07 | ストレラ!〜Straight Up!〜 | 2013年02月20日      | 2枚目 | fu_mou         | fu_mou       | fu_mou                    | 4:23 | 「爽やかさとエモさ」            |
| 08 | SAKURADRIVE               | 2013年03月13日      | 3枚目 | PandaBoY       | PandaBoY     | PandaBoY                  | 5:16 | R&B                             |
| 09 | Starry Night              | 2013年10月30日      | 8枚目 | Kiyoshi Sugo   | Kiyoshi Sugo | Kiyoshi Sugo Wonder World | 4:17 | バラード                        |
| 10 | ワイドルセブン            | 2013年09月04日      | 7枚目 | オノダヒロユキ | mochilon     | mochilon                  | 4:18 | ロックなゲームミュージック      |
| 11 | 青春ビルドアップ          | 2013年10月30日      | 8枚目 | mona           | 4sk          | 4sk                       | 4:26 | テクノポップ                    |
| 12 | アップアップタイフーン    | 2013年07月24日      | 6枚目 | NOBE           | michitomo    | michitomo                 | 5:07 | 演歌・ソカ など                 |
| 13 | Next Stage                | 2013年04月10日      | 4枚目 | michitomo      | michitomo    | michitomo                 | 6:04 | 「疾走するビート」・レゲエなど  |
| 14 | あの坂の上まで、          | 2013年04月10日      | 4枚目 | fu_mou         | fu_mou       | fu_mou                    | 5:10 | バラード・ダンスビート          |
| 15 | サマービーム!             | 2013年07月24日      | 6枚目 | PandaBoY       | PandaBoY     | PandaBoY                  | 5:52 | サンバ もしくはラテンハウス     |

CDアルバムの初回限定盤 Disc 2・配信（16 - 25曲目）
- 合計時間： 51分41秒[32]

| # Disc2 | # 配信 | 曲名                                         | 作詞           | 作曲      | 編曲      | 時間 | 曲調           |
| ------- | ------ | -------------------------------------------- | -------------- | --------- | --------- | ---- | -------------- |
| 01      | 16     | チェリーとミルク                             | NOBE           | michitomo | michitomo | 4:36 |                |
| 02      | 17     | カッコつけていいでしょ!                      | オノダヒロユキ | mochilon  | mochilon  | 4:34 | ロック         |
| 03      | 18     | サンタクロース                               | NOBE           | michitomo | michitomo | 5:02 | バラード       |
| 04      | 19     | アプオメっ!!〜アプガのお正月だょ全員集合!〜  | NOBE           | michitomo | michitomo | 5:12 |                |
| 05      | 20     | チョッパー☆チョッパー（PandaBoY Remix）      |                |           |           | 5:44 |                |
| 06      | 21     | リスペクトーキョー（TANUKI Remix）           |                |           |           | 5:29 |                |
| 07      | 22     | SAMURAI GIRLS（★STAR GUiTAR Remix）          |                |           |           | 5:10 |                |
| 08      | 23     | ワイドルセブン（y0c1e Remix）                |                |           |           | 5:31 | デジタルロック |
| 09      | 24     | Starry Night（SEKITOVA & Shu Okuyama Remix） |                |           |           | 4:08 |                |
| 10      | 25     | ストレラ!〜Straight Up!〜（fu_mou Remix）    |                |           |           | 6:10 |                |

配信（26曲目）
| #  | 曲名     | シングル リリース日 | Tパレ | 作詞 | 作曲      | 編曲      | 時間 | 曲調     |
| -- | -------- | ------------------- | ----- | ---- | --------- | --------- | ---- | -------- |
| 26 | Dateline | 2013年03月13日      | 3枚目 | NOBE | michitomo | michitomo | 5:41 | バラード |

| #  | タイトル                                                      | 作詞 | 作曲・編曲 | ミックス |
| -- | ------------------------------------------------------------- | ---- | ---------- | -------- |
| 1. | 「サマービーム!アプガの夏Mix 〜セカンドアルバム（仮）edit〜」 |      |            | PandaBoY |

| #  | タイトル                    | 作詞 | 作曲・編曲 | ミックス |
| -- | --------------------------- | ---- | ---------- | -------- |
| 1. | 「年末アプガのリバースMix」 |      |            | PandaBoY |

| #  | タイトル                                         | 作詞 | 作曲・編曲 | リミックス             | 時間 |
| -- | ------------------------------------------------ | ---- | ---------- | ---------------------- | ---- |
| 1. | 「チョッパー☆チョッパー（PandaBoY Remix）」      |      |            | PandaBoY               | 5:44 |
| 2. | 「リスペクトーキョー（TANUKI Remix）」           |      |            | TANUKI                 | 5:29 |
| 3. | 「SAMURAI GIRLS（★STAR GUiTAR Remix）」          |      |            | ★STAR GUiTAR           | 5:10 |
| 4. | 「ワイドルセブン（y0c1e Remix）」                |      |            | y0c1e                  | 5:31 |
| 5. | 「Starry Night（SEKITOVA & Shu Okuyama Remix）」 |      |            | SEKITOVA & Shu Okuyama | 4:08 |
| 6. | 「ストレラ!〜Straight Up!〜（fu_mou Remix）」    |      |            | fu_mou                 | 6:10 |

## リリース日一覧
| 地域 | リリース日    | レーベル          | 規格                                                                   | カタログ番号 |
| ---- | ------------- | ----------------- | ---------------------------------------------------------------------- | ------------ |
| 日本 | 2014年2月16日 | T-Palette Records | デジタル・ダウンロード （セカンドアルバム（仮）スペシャルRemixパック） | -            |
| 日本 | 2014年2月19日 | T-Palette Records | CD 2枚組（初回限定盤）                                                 | TPRC-0069    |
| 日本 | 2014年2月19日 | T-Palette Records | CD 1枚（通常盤）                                                       | TPRC-0068    |
| 日本 | 2014年2月19日 | T-Palette Records | デジタル・ダウンロード                                                 | -            |